# Salomos vishet
Salomos vishet (eller Vishetens bok) är en bibelbok. Den räknas som kanonisk inom katolska kyrkan och de ortodoxa kyrkorna. Inom de protestantiska kyrkorna räknas den som apokryfisk. I Bibel 2000 är den en del av Tillägg till Gamla Testamentet.
Boken består av en samling vishetsord med många allmänna råd om hur man ska bete sig i olika situationer samt reflektioner över livet, ordspråk med mera. Bokens andra kapitel innehåller ett avsnitt som av vissa tolkas som en Messiansk profetia eftersom den är skriven minst ett århundrade före Kristi födelse. Passionshistorien så som den återges i Matteusevangeliet (Matt 27:43) har eventuellt kopplingar till Salomos vishet (2:17–18).
Salomos vishet är skriven på grekiska, sannolikt i Egypten under sista århundradet f.Kr. Den är uppkallad efter kung Salomo. Boken är en av två vishetsböcker i Tillägg till Gamla Testamentet, den andra är Jesus Syraks vishet. 

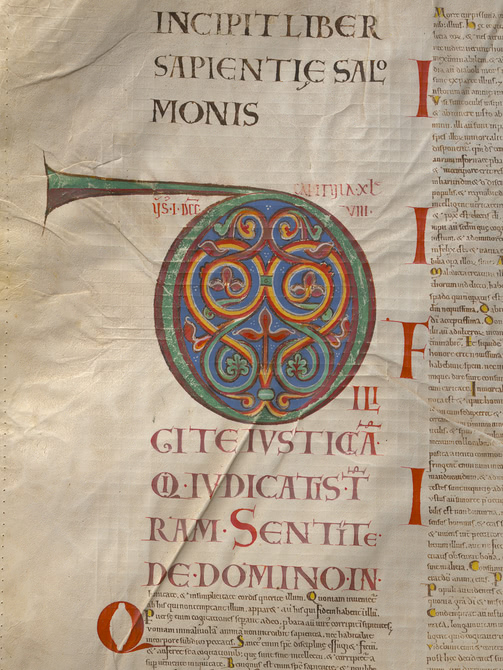